# Theodosios (Jerusalem)
Theodosios, genannt Theodosius der Monophysit (bl. 452) war ein monophysitischer Mönch, der sich nach dem Konzil von Chalcedon zum (Gegen-) Patriarchen von Jerusalem wählen ließ.
Euagrios Scholastikos berichtet, dass Theodosios, ein überzeugter Monophysit, nachdem er wegen eines Verbrechens aus seinem Kloster vertrieben worden war, sich nach Alexandria begab, wo er Streit auslöste, gegeißelt und als Aufrührer auf dem Kamelrücken durch die Stadt geführt wurde. Theodosios nahm 451 am Konzil von Chalcedon teil, anscheinend als einer der Anhänger von Barsumas. Nach Beendigung der Synode eilte Theodosios nach Jerusalem, beklagte sich darüber, dass die Versammlung den Glauben verraten hätte, und verbreitete eine verstümmelte Übersetzung von Leos Tomus ad Flavianum. Seine Proteste fanden unter Mönchen und Volk gleichermaßen Anklang, und nachdem er das Vertrauen der Kaiserinwitwe Eudokia, die sich in Jerusalem niedergelassen hatte, gewonnen hatte, polemisierte er so gründlich gegen den Patriarchen Juvenal als Verräter der Wahrheit, dass die Gläubigen sich weigerten, diesen bei seiner Rückkehr aus Chalkedon als ihren Bischof zu empfangen, es sei denn, er würde die Lehren, an denen er sich kürzlich beteiligt hatte, anathematisieren. Als Juvenal das ablehnte, wurde er abgesetzt und musste nach Konstantinopel fliehen. Daraufhin wurde Theodosios zum Bischof von Jerusalem gewählt und in der Auferstehungskirche geweiht. Er berief sogleich Bischöfe für Palästina, hauptsächlich für diejenigen Städte, deren Bischöfe noch nicht aus Chalkedon zurückgekehrt waren.
Währenddessen hatte Juvenal die Unterstützung des Kaisers Markian gewonnen und kehrte mit kaiserlichen Truppen nach Jerusalem zurück. Theodosios gelang es, zu den Bergfestungen des Sinai zu fliehen. Über sein weiteres Schicksal ist nichts bekannt.